# 克萊門特鎮區 (密歇根州)
克萊門特鎮區（英語：Clement Township）是位於美國密歇根州格拉德溫縣的一個行政鎮區。

## 地方資料
克萊門特鎮區的面積為54.00平方千米，當中陸地面積為51.90平方千米，而水域面積為2.10平方千米。根據2020年美國人口普查的數據，當地共有人口892人，而人口密度為每平方千米16.52人。